# Earl Jones(atleta)
Earl Jones (Estados Unidos, 17 de julio de 1964) es un atleta estadounidense retirado, especializado en la prueba de 800 m en la que llegó a ser medallista de bronce olímpico en 1984.

## Carrera deportiva
En los JJ. OO. de Los Ángeles 1984 ganó la medalla de bronce en los 800 metros, con un tiempo de 1:43.83 segundos, llegando a meta tras el brasileño Joaquim Cruz y el británico Sebastian Coe.